# راتمه‌والا
راتمه‌والا (به لاتین: Ratmeewala) یک منطقهٔ مسکونی در سری‌لانکا است که در استان مرکزی (سری‌لانکا) واقع شده‌است.